# Ichthyophis alfredii
Ichthyophis alfredii es una especie de anfibio gimnofión de la familia Ichthyophiidae.
Es endémica de Megalaya, estado del nordeste de la India: habita a unos 1.119 m de altitud en los Montes Garo, cordillera en la que habita el pueblo garo y que forma parte de la cadena montañosa Garo-Khasi, compuesta por esa cordillera y por la de los Montes Khasi. 